# Petr Trapp
Petr Trapp (* 6. prosince 1985, Most) je český fotbalový záložník či obránce a bývalý reprezentant, od července 2016 působící v týmu 1. FK Příbram. Nastupuje na postu defenzivního záložníka nebo na stoperu. Mimo Česko působil na klubové úrovni v Řecku, Albánii, Libanonu a na Slovensku. Jeho fotbalovými vzory jsou Zinédine Zidane a Andrea Pirlo.

## Klubová kariéra
S fotbalem začal na 16. základní fotbalové škole v Mostě, odkud v průběhu mládeže zamířil do Chmelu Blšany. V roce 1999 odešel hostovat do MUSu Most, odkud se po roce vrátil do Blšan. V lednu 2004 se propracoval do A-mužstva. V roce 2004 byl poslán na hostování do klubu SK Havran Kryry.

### FC Viktoria Plzeň
Před sezonou 2006/07 přestoupil do Viktorie Plzeň, kam jej přivedl trenér Bílek. V mužstvu působil dva a půl roku a odehrál celkem 61 ligových zápasů, ve kterých se 4x gólově prosadil.

### SK Slavia Praha
V únoru 2009 zamířil do Slavie Praha, kde podepsal smlouvu na čtyři roky a dostal dres s číslem 2. V sezoně 2008/09 získal se Slavií mistrovský titul. V následujícím ročníku potřeboval trenér Karel Jarolím vyřešit mezery ve stoperské dvojici, a tak fotbalistu posunul ze zálohy do obrany. Na sklonku roku 2010 zmítali klub finanční potíže, hráči nedostávali opakovaně výplaty. Jako jediný z týmu dal Trapp klub k arbitráži s cílem vyvázat se ze smlouvy. To se mu nakonec podařilo. Celkem za Slavii nastoupil k 34 střetnutím, vstřelil čtyři góly.

### FC Viktoria Plzeň (návrat)
V zimním přestupovém období ročníku 2010/2011 se vrátil do plzeňské Viktorie. Na jaře 2011 získal s Viktorkou ligový primát. 22. července 2011 nastoupil k zápasu o Český Superpohár, Plzeň na domácím stadionu vyhrála nad Mladou Boleslaví až na pokutové kopy 4:2 (po 90 minutách byl stav 1:1, prodloužení se v tomto utkání nehraje). Od létě 2012 působil na hostování v jiných klubech a před ročníkem 2014/15 klub definitivně opustil. Celkem za Plzeň branku ve 20 utkáních nedal.

### 1. FK Příbram (hostování)
V létě 2012 odešel hostovat do týmu 1. FK Příbram. V květnu 2013 byl překvapivě společně s Davidem Střihavkou tři kola před koncem ligy vyřazen z kádru, přestože Trapp byl v té době s pěti vstřelenými brankami nejlepším střelcem Příbrami. Za Středočechy odehrál celkem 19 ligových střetnutí.

### PAE Véroia (hostování)
Před sezonou 2013/14 byl na zkoušce v celku FK Dukla Praha. Nakonec odešel na hostování do zahraničí, konkrétně do řeckého mužstva PAE Véroia. Nastoupil k 24 zápasům, ve kterých se střelecky neprosadil.

### Salam Zgharta
V červenci 2014 přestoupil po konci angažmá v Plzni do libanonského týmu Salam Zgharta. K angažmá zpětně podotkl: „Jsou tam kluci strašně silní na balonu, techničtí, ale ta mentalita... Je složité s nimi dělat taktiku. Měli jsme holandského trenéra, který se snažil tým na zápas dokonale připravit, ale šlo to vždycky tak prvních 20 minut. Jakmile jsme dostali gól, tak se to zvrhlo. Bránili jsme ve dvou a osm lidí se hnalo do útoku.“ Odehrál 16 utkání, vsítil jednu branku.

### KS Flamurtari Vlora
V červenci 2015 přestoupil z Libanonu do albánského mužstva KS Flamurtari Vlora, kde jej chtěl trenér Stanislav Levý. Dle vlastních slov zde nedostával mzdu a po půl roce odešel. Během toho angažmá si připsal čtyři starty a dal jeden gól.

### FC Nitra
Před jarní částí ročníku 2015/16 zamířil na Slovensko, kde posílil druholigový tým FC Nitra. S Nitrou, ve které nastoupil k deseti zápasům, bojoval neúspěšně o postup do nejvyšší soutěže.

### 1. FK Příbram
V létě 2016 se vrátil do ČR a podepsal smlouvu s celkem 1. FK Příbram, který měl špatný start do sezóny 2016/17.

## Klubové statistiky
Aktuální k 16. srpnu 2016
| Sezona  | Klub                    | Soutěž              | Zápasy | Góly |
| ------- | ----------------------- | ------------------- | ------ | ---- |
| 2003/04 | FK Chmel Blšany         | Gambrinus liga      | 0      | 0    |
| 2004/05 | SK Havran Kryry (host.) | Krajský přebor      | –      | –    |
| 2005/06 | FK Chmel Blšany         | Gambrinus liga      | 14     | 0    |
| 2006/07 | FC Viktoria Plzeň       | Gambrinus liga      | 21     | 2    |
| 2007/08 | FC Viktoria Plzeň       | Gambrinus liga      | 26     | 0    |
| 2008/09 | FC Viktoria Plzeň       | Gambrinus liga      | 14     | 2    |
| 2008/09 | SK Slavia Praha         | Gambrinus liga      | 6      | 0    |
| 2009/10 | SK Slavia Praha         | Gambrinus liga      | 17     | 3    |
| 2010/11 | SK Slavia Praha         | Gambrinus liga      | 11     | 1    |
| 2010/11 | FC Viktoria Plzeň       | Gambrinus liga      | 11     | 0    |
| 2011/12 | FC Viktoria Plzeň       | Gambrinus liga      | 9      | 0    |
| 2011/12 | 1. FK Příbram (host.)   | Gambrinus liga      | 19     | 5    |
| 2013/14 | Veria FC (host.)        | Superliga           | 24     | 0    |
| 2014/15 | Salam Zgharta           | Premier league      | 16     | 1    |
| 2015/16 | KS Flamurtari Vlora     | Kategoria Superiore | 4      | 1    |
| 2015/16 | FC Nitra                | DOXXbet liga        | 10     | 0    |

## Reprezentační kariéra
Za fotbalovou reprezentaci do 21 let nastoupil Petr Trapp v roce 2006 ke čtyřem zápasům (1 výhra, 1 remíza, 2 prohry), gól nevstřelil.
4. června 2011 debutoval Petr Trapp v A-mužstvu České republiky v zápase Kirin Cupu proti Peru (remíza 0:0). Byl to zatím jeho jediný zápas v seniorské reprezentaci.